# 爾巒

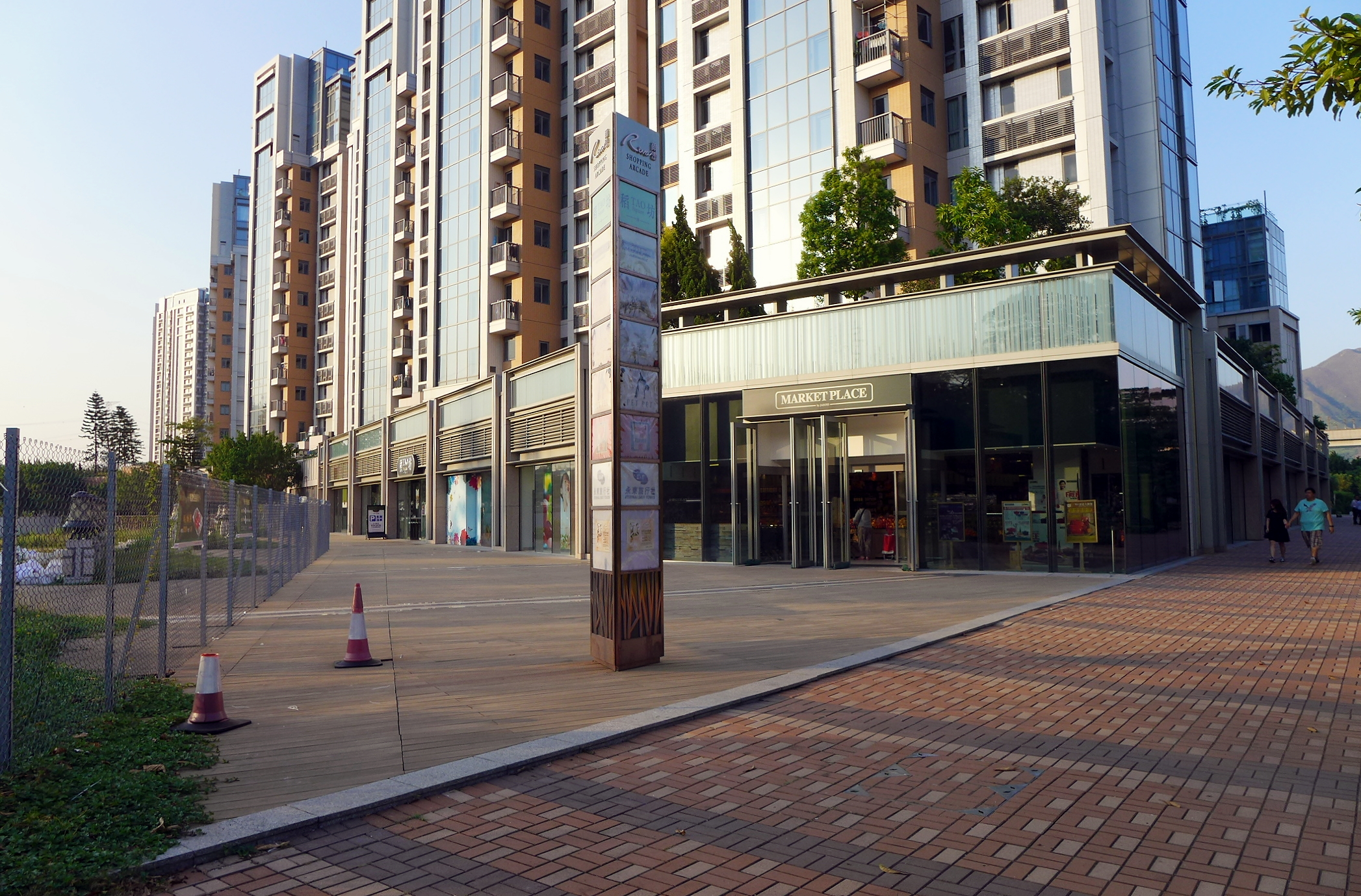
爾巒商場

爾巒（英語：Riva），位於香港新界錦田映河路1號，是新鴻基地產主打高檔次客戶的大型低密度臨河住宅項目，屬集團上線產品，用料、品質亦屬集團最高系列。於2011年2月興建，於2013年12月落成，於2014年4月入伙，屬現樓項目，並獲得滿意紙。

## 住宅
項目共有26座分層式住宅，全盤共設780伙，排列成三個群組被園林通風廊隔開。除提供分層戶外，亦設獨立洋房戶，並分有高中低座物業。

### 高座
高座樓高22至24層（連地庫層），共有6幢，以3房及4房大單位為主，亦有少量2房戶提供，面積由559至1,703方呎。

### 中座
中座樓高13層（連地庫層），共有10座，地下及1樓為連花園及連平台戶，頂層11及12樓為連天台複式戶，至於2至10樓則為標準戶，為2房及3房單位。

### 低座
低座式住宅，樓高6層（連地庫層），共有10幢，地下為連花園單位，1及2樓為分層戶，其中1樓單位附設平台。至於3及5樓則為複式單位，設平台及天台，另有梯屋。整體面積由826至1,501方呎，間隔由3房連套房3廳至4房連套房2廳不等。

### 洋房別墅
項目另有48幢臨河花園洋房別墅，面積由1,678至3,033方呎，所有洋房附設花園、停車位、天台及庭院，以鎖定區內龐大的換樓需求。

## 會所
樓盤設有7萬平方呎住客會所，設施包括了戶外及室內泳池、健身室、宴會廳及保齡球道等多類型設施。此外，由於爾巒的範圍頗大，故屋苑內配備了多輛高爾夫球車供住戶使用，方便於屋苑範圍內出入。

## 臨河花園
項目設有13萬平方呎臨河花園，據悉為配合屋苑的大自然環境，其布局特意參考意大利的河岸花園設計，並劃分9個主題區域，當中包括玫瑰園、薰衣草園及杜鵑園等，植物品種達150多種，別出心裁，為住戶提供更多綠化空間。

## 商場
爾巒商場佔地23,000平方呎，設有6個面向映河路的街舖，當中最大的商舖為高檔超市Market Place by Jasons，佔地8,500平方呎。其地租戶包括稻香集團旗下食肆「稻坊」、提供寵物服務的Pet Pet、永東旅行社和7-Eleven便利店。

## 銷售安排
爾巒早在2013年3月底曾推出50伙單位，惟只賣出2伙單位。
項目於2014年2月5日進行第2次開售，向代理發出銷售及宣傳委託，進入開售最後直路，而項目示範單位及售樓處設於環球貿易廣場，包括三組經改動及交樓標準單位，分別為中高座的分層戶，約下午二時會正式開放予代理及預約客戶，涉及當中的兩組示範屋。唯根據《一手住宅物業銷售條例》下，現樓示範單位亦須對外開放讓公眾人士參觀。新地代理助理總經理陳漢麟表明現樓只限準買家參觀，買家需先入15萬元支票，並成功抽中後，才可參觀現樓，聲稱一切將符合一手樓新例規定

## 環境問題
物業銳意發展成高檔的低密度臨河住宅，惟錦田河對岸的高架鐵路橋實大煞風景，而且列車經過的噪音將會為住客帶來或多或少的騷擾。錦田河本身亦存在極嚴重的污染問題，沿河集水區一帶是新界主要豬隻飼養的所在地，每日不少豬糞被非法沖洗入河中，做成河水含菌量極高，臭味以夏天最為嚴重。

## 事件
- 2015年11月12日，前藝人施念慈29歲外傭墮樓，其後當場不治。[8]
- 2016年8月12日，一組香港買家撻訂28伙單位，總成交價達3.6349億元，成為一手新例自2013年實施以來，單日取消交易最多的個案。新地副董事總經理雷霆回應稱，撻訂單位因個人問題而未能完成交易，有關單位會再安排推售，並加價8%至15%。[9]

## 毗鄰
- 錦田河
- 錦上路站

## 外部連結
- 官方網頁 （页面存档备份，存于）